# Segunda División de España 1941-42
La temporada 1941-42 de la Segunda División de España de fútbol corresponde a la 11.ª edición del campeonato y se disputó entre el 28 de septiembre de 1941 y el 5 de abril de 1942.
El campeón de Segunda esa temporada fue el Real Betis.

## Sistema de competición
La Segunda División de España 1941/42 fue organizada por la Federación Española de Fútbol (FEF).
El campeonato contó con la participación de 24 clubes y se desarrolló en dos fases. En la primera fase se formaron tres grupos de ocho equipos, agrupándose por criterios de proximidad geográfica. Esta primera fase de disputó siguiendo un sistema de liga, de modo que los ocho equipos de cada grupo se enfrentaron entre sí, todos contra todos en dos ocasiones -una en campo propio y otra en campo contrario- sumando un total de 14 jornadas. El orden de los encuentros se decidió por sorteo antes de empezar la competición.
Se estableció una clasificación con arreglo a los puntos obtenidos en cada enfrentamiento, a razón de dos por partido ganado, uno por empatado y ninguno en caso de derrota. En caso de empate a puntos entre dos o más clubes en la clasificación, se tuvo en cuenta el mayor cociente de goles. 
Los dos primeros clasificados de cada grupo pasaron a la segunda fase, consistente en una liguilla, disputada también a doble partido. Se aplicaron los mismos criterios de puntuación que en la primera fase. Los dos primeros clasificados al término de las diez jornadas lograron el ascenso a Primera División para la próxima temporada, mientras que los otros dos siguientes clasificados jugaron una promoción a partido único en campo neutral frente a dos equipos de Primera División.
Todos los equipos que no se clasificaron para la fase por el ascenso jugaron una segunda fase de permanencia, donde se formaron seis grupos de seis equipos junto a los dieciocho campeones de Regional, (aunque sólo podían descender los tres penúltimos clasificados de cada uno de los 3 grupos iniciales de Segunda si en las liguillas de permanencia éstos quedaban por debajo de los equipos provenientes de Regional).

## Clubes participantes
| Datos de ascensos y descensos con respecto a la temporada anterior |
| --- |
| Real Murcia y Zaragoza FC descienden de Primera División. Granada CF, Real Sociedad, RCD Coruña y CD Castellón ascienden a Primera División. Real Avilés CF, CF Badalona y CD Córdoba descienden a Regional. CD Alavés, SD Ceuta, CD Constancia, Elche CF y AD Ferroviaria ascienden a Segunda División. |

### Grupo I
| Equipo                             | Ciudad     | Estadio       |
| ---------------------------------- | ---------- | ------------- |
| Arenas Club                        | Guecho     | Ibaiondo      |
| Club Deportivo Baracaldo Oriamendi | Baracaldo  | Lasesarre     |
| Club Ferrol                        | Ferrol     | Inferniño     |
| Real Gijón                         | Gijón      | El Molinón    |
| Real Unión Club                    | Irún       | Stadium Gal   |
| Unión Deportiva Salamanca          | Salamanca  | El Calvario   |
| Real Santander SD                  | Santander  | El Sardinero  |
| Real Valladolid Deportivo          | Valladolid | José Zorrilla |

### Grupo II
| Equipo                                     | Ciudad   | Estadio           |
| ------------------------------------------ | -------- | ----------------- |
| Club Deportivo Alavés                      | Vitoria  | Mendizorroza      |
| Club Deportivo Constancia                  | Inca     | Camp d’Es Cos     |
| Agrupación Deportiva Ferroviaria           | Madrid   | Campo de Delicias |
| Gerona Club de Fútbol                      | Gerona   | Vista Alegre      |
| Unión Deportiva Levante-Gimnástico         | Valencia | Vallejo           |
| Club Atlético Osasuna                      | Pamplona | San Juan          |
| Centro de Deportes Sabadell Club de Fútbol | Sabadell | Cruz Alta         |
| Zaragoza Fútbol Club                       | Zaragoza | Torrero           |

### Grupo III
| Equipo                   | Ciudad               | Estadio          |
| ------------------------ | -------------------- | ---------------- |
| Real Betis Balompié      | Sevilla              | Heliópolis       |
| Cádiz Club de Fútbol     | Cádiz                | La Mirandilla    |
| Cartagena Club de Fútbol | Cartagena            | El Almarjal      |
| Sociedad Deportiva Ceuta | Ceuta                | Campo de Deporte |
| Elche Club de Fútbol     | Elche                | Altabix          |
| Club Deportivo Málaga    | Málaga               | La Rosaleda      |
| Club Real Murcia         | Murcia               | La Condomina     |
| Xerez Club de Fútbol     | Jerez de la Frontera | Estadio Domecq   |

## Primera fase

### Grupo I

#### Clasificación
| Pos. | Equipo                    | Pts. | PJ | G | E | P  | GF | GC | Dif. | Clasificación                     |
| ---- | ------------------------- | ---- | -- | - | - | -- | -- | -- | ---- | --------------------------------- |
| 1    | Real Gijón                | 20   | 14 | 8 | 4 | 2  | 37 | 23 | +14  | Acceso a Fase final               |
| 2    | U. D. Salamanca           | 18   | 14 | 9 | 0 | 5  | 31 | 25 | +6   | Acceso a Fase final               |
| 3    | Club Ferrol               | 17   | 14 | 7 | 3 | 4  | 34 | 20 | +14  | Acceso a Promoción de permanencia |
| 4    | Real Santander            | 15   | 14 | 5 | 5 | 4  | 26 | 26 | 0    | Acceso a Promoción de permanencia |
| 5    | Real Valladolid           | 14   | 14 | 6 | 2 | 6  | 32 | 21 | +11  | Acceso a Promoción de permanencia |
| 6    | C. D. Baracaldo Oriamendi | 14   | 14 | 6 | 2 | 6  | 32 | 29 | +3   | Acceso a Promoción de permanencia |
| 7    | Arenas Club               | 10   | 14 | 5 | 0 | 9  | 24 | 38 | −14  | Acceso a Promoción de permanencia |
| 8    | Real Unión de Irún        | 4    | 14 | 1 | 2 | 11 | 16 | 50 | −34  | Acceso a Promoción de permanencia |

 Fuente: BDFutbol
Criterios de clasificación: Puntos · Diferencia de goles · Goles a favor · Play-off

#### Resultados
| Local \ Visitante         | ARE | BAR | FER | GIJ | RSA | RUN | SAL | VLD |
| ------------------------- | --- | --- | --- | --- | --- | --- | --- | --- |
| Arenas Club               | —   | 2–1 | 2–1 | 1–2 | 3–1 | 4–3 | 2–3 | 1–4 |
| C. D. Baracaldo Oriamendi | 4–1 | —   | 3–4 | 3–3 | 3–2 | 6–1 | 4–1 | 1–0 |
| Club Ferrol               | 3–1 | 3–0 | —   | 6–1 | 5–0 | 5–1 | 3–1 | 1–1 |
| Real Gijón                | 5–1 | 2–0 | 3–2 | —   | 3–3 | 8–1 | 3–1 | 2–1 |
| Real Santander            | 3–2 | 2–2 | 0–0 | 2–2 | —   | 3–0 | 3–0 | 1–0 |
| Real Unión de Irún        | 2–3 | 2–3 | 0–0 | 1–0 | 2–2 | —   | 1–2 | 1–4 |
| U. D. Salamanca           | 2–0 | 3–1 | 3–1 | 0–2 | 3–1 | 5–0 | —   | 4–3 |
| Real Valladolid           | 4–1 | 3–1 | 4–0 | 1–1 | 1–3 | 5–1 | 1–3 | —   |

### Grupo II

#### Clasificación
| Pos. | Equipo                   | Pts. | PJ | G | E | P  | GF | GC | Dif. | Clasificación                     |
| ---- | ------------------------ | ---- | -- | - | - | -- | -- | -- | ---- | --------------------------------- |
| 1    | C. D. Sabadell C. F.     | 19   | 14 | 6 | 7 | 1  | 26 | 13 | +13  | Acceso a Fase final               |
| 2    | Zaragoza F. C.           | 16   | 14 | 6 | 4 | 4  | 30 | 26 | +4   | Acceso a Fase final               |
| 3    | C. D. Alavés             | 16   | 14 | 7 | 2 | 5  | 32 | 28 | +4   | Acceso a Promoción de permanencia |
| 4    | C. D. Constancia         | 15   | 14 | 5 | 5 | 4  | 28 | 18 | +10  | Acceso a Promoción de permanencia |
| 5    | Gerona C. F.             | 15   | 14 | 6 | 3 | 5  | 24 | 20 | +4   | Acceso a Promoción de permanencia |
| 6    | C. A. Osasuna            | 13   | 14 | 5 | 3 | 6  | 29 | 24 | +5   | Acceso a Promoción de permanencia |
| 7    | A. D. Ferroviaria        | 12   | 14 | 5 | 2 | 7  | 18 | 23 | −5   | Acceso a Promoción de permanencia |
| 8    | U. D. Levante-Gimnástico | 6    | 14 | 2 | 2 | 10 | 17 | 52 | −35  | Acceso a Promoción de permanencia |

 Fuente: BDFutbol
Criterios de clasificación: Puntos · Diferencia de goles · Goles a favor · Play-off

#### Resultados
| Local \ Visitante        | ALV | CON | FER | GER | LEV | OSA | SAB | ZAR |
| ------------------------ | --- | --- | --- | --- | --- | --- | --- | --- |
| C. D. Alavés             | —   | 2–2 | 3–0 | 1–0 | 7–1 | 3–1 | 2–1 | 2–0 |
| C. D. Constancia         | 3–0 | —   | 1–0 | 1–1 | 6–1 | 2–2 | 1–2 | 5–1 |
| A. D. Ferroviaria        | 2–3 | 2–1 | —   | 1–0 | 2–1 | 3–1 | 0–2 | 1–1 |
| Gerona C. F.             | 2–1 | 0–3 | 4–1 | —   | 6–2 | 0–2 | 0–1 | 3–2 |
| U. D. Levante-Gimnástico | 4–2 | 0–0 | 0–4 | 1–2 | —   | 4–2 | 1–1 | 1–3 |
| C. A. Osasuna            | 6–2 | 3–2 | 2–0 | 1–3 | 7–0 | —   | 1–1 | 0–0 |
| C. D. Sabadell C. F.     | 1–1 | 1–1 | 1–1 | 1–1 | 6–0 | 2–0 | —   | 4–2 |
| Zaragoza F. C.           | 5–3 | 3–0 | 3–1 | 2–2 | 4–1 | 2–1 | 2–2 | —   |

### Grupo III

#### Clasificación
| Pos. | Equipo           | Pts. | PJ | G | E | P | GF | GC | Dif. | Clasificación                     |
| ---- | ---------------- | ---- | -- | - | - | - | -- | -- | ---- | --------------------------------- |
| 1    | Real Betis       | 20   | 14 | 8 | 4 | 2 | 39 | 22 | +17  | Acceso a Fase final               |
| 2    | Real Murcia      | 17   | 14 | 8 | 1 | 5 | 37 | 28 | +9   | Acceso a Fase final               |
| 3    | Cádiz C. F.      | 16   | 14 | 7 | 2 | 5 | 30 | 19 | +11  | Acceso a Promoción de permanencia |
| 4    | C. D. Malacitano | 14   | 14 | 5 | 4 | 5 | 19 | 21 | −2   | Acceso a Promoción de permanencia |
| 5    | S. D. Ceuta      | 14   | 14 | 5 | 4 | 5 | 27 | 19 | +8   | Acceso a Promoción de permanencia |
| 6    | Elche C. F.      | 11   | 14 | 4 | 3 | 7 | 23 | 35 | −12  | Acceso a Promoción de permanencia |
| 7    | Xerez C. F.      | 10   | 14 | 3 | 4 | 7 | 25 | 36 | −11  | Acceso a Promoción de permanencia |
| 8    | Cartagena C. F.  | 10   | 14 | 3 | 4 | 7 | 19 | 39 | −20  | Acceso a Promoción de permanencia |

 Fuente: BDFutbol
Criterios de clasificación: Puntos · Diferencia de goles · Goles a favor · Play-off

#### Resultados
| Local \ Visitante | BET | CAD | CAR | CEU | ELC | MAL | MUR | XER |
| ----------------- | --- | --- | --- | --- | --- | --- | --- | --- |
| Real Betis        | —   | 2–1 | 6–1 | 2–1 | 8–3 | 2–2 | 5–1 | 0–1 |
| Cádiz C. F.       | 3–3 | —   | 7–0 | 2–1 | 2–0 | 4–0 | 4–1 | 2–0 |
| Cartagena C. F.   | 1–2 | 1–0 | —   | 0–0 | 2–1 | 1–1 | 2–3 | 2–2 |
| S. D. Ceuta       | 1–1 | 5–0 | 2–0 | —   | 3–0 | 0–1 | 3–0 | 6–2 |
| Elche C. F.       | 2–1 | 2–2 | 1–1 | 2–2 | —   | 3–0 | 3–4 | 3–0 |
| C. D. Malacitano  | 2–2 | 1–0 | 1–3 | 5–0 | 0–1 | —   | 1–0 | 4–0 |
| Real Murcia       | 2–3 | 1–0 | 5–0 | 3–2 | 7–1 | 4–0 | —   | 2–0 |
| Xerez C. F.       | 1–2 | 2–3 | 8–5 | 1–1 | 3–1 | 1–1 | 4–4 | —   |

## Fase final

### Clasificación
| Pos. | Equipo               | Pts. | PJ | G | E | P | GF | GC | Dif. |                               |
| ---- | -------------------- | ---- | -- | - | - | - | -- | -- | ---- | ----------------------------- |
| 1    | Real Betis (C, A)    | 15   | 10 | 7 | 1 | 2 | 21 | 17 | +4   | Ascenso a Primera División    |
| 2    | Zaragoza F. C. (A)   | 13   | 10 | 6 | 1 | 3 | 19 | 13 | +6   | Ascenso a Primera División    |
| 3    | Real Murcia          | 12   | 10 | 6 | 0 | 4 | 17 | 11 | +6   | Acceso a Promoción de Ascenso |
| 4    | C. D. Sabadell C. F. | 9    | 10 | 3 | 3 | 4 | 16 | 22 | −6   | Acceso a Promoción de Ascenso |
| 5    | Real Gijón           | 8    | 10 | 3 | 2 | 5 | 25 | 19 | +6   |                               |
| 6    | U. D. Salamanca      | 3    | 10 | 1 | 1 | 8 | 8  | 24 | −16  |                               |

 Fuente: BDFutbol
Criterios de clasificación: Puntos · Diferencia de goles · Goles a favor · Play-off

### Resultados
| Local \ Visitante    | BET | GIJ | MUR | SAB | SAL | ZAR |
| -------------------- | --- | --- | --- | --- | --- | --- |
| Real Betis           | —   | 2–2 | 3–0 | 4–2 | 3–1 | 1–0 |
| Real Gijón           | 1–3 | —   | 3–1 | 3–3 | 6–0 | 4–0 |
| Real Murcia          | 6–0 | 2–1 | —   | 3–0 | 3–1 | 0–1 |
| C. D. Sabadell C. F. | 1–3 | 2–1 | 2–0 | —   | 1–0 | 3–3 |
| U. D. Salamanca      | 0–1 | 4–3 | 0–1 | 1–1 | —   | 0–2 |
| Zaragoza F. C.       | 4–1 | 2–1 | 0–1 | 4–1 | 3–1 | —   |

## Promoción de ascenso a Primera División
La promoción se jugó a partido único en Madrid, con los siguientes resultados:
| 4 de junio de 1942 | Real Oviedo CF | 3:1     | CD Sabadell CF | Estadio de Chamartín, Madrid |  |
|                    |                | Reporte |                |                              |  |

| 28 de junio de 1942 | CF Barcelona | 5:1     | Real Murcia | Estadio de Chamartín, Madrid |  |
|                     |              | Reporte |             |                              |  |

- Se mantienen en Primera División: Real Oviedo CF y CF Barcelona.
- Permanecen en Segunda División: CD Sabadell CF y Real Murcia.

## Promoción de permanencia

### Grupo I
En este grupo quedaron encuadrados Club Ferrol, Real Santander SD y Real Valladolid, que se enfrentaron a los equipos de Regional Club Coruña, Cultural Leonesa y Club Langreano. Los equipos de Segunda División de este grupo tenían garantizada la permanencia ya que no ocuparon última o penúltima plaza en la primera fase. Los equipos de Regional que quedaran mejor clasificados que ellos lograrían el ascenso.

#### Clasificación
| Pos. | Equipo               | Pts. | PJ | G | E | P | GF | GC | Dif. |                            |
| ---- | -------------------- | ---- | -- | - | - | - | -- | -- | ---- | -------------------------- |
| 1    | Cultural Leonesa (A) | 12   | 10 | 5 | 2 | 3 | 24 | 18 | +6   | Ascenso a Segunda División |
| 2    | Real Valladolid      | 12   | 10 | 6 | 0 | 4 | 19 | 15 | +4   |                            |
| 3    | Real Santander       | 11   | 10 | 5 | 1 | 4 | 26 | 13 | +13  |                            |
| 4    | Club Ferrol          | 11   | 10 | 5 | 1 | 4 | 23 | 19 | +4   |                            |
| 5    | Club Coruña          | 8    | 10 | 4 | 0 | 6 | 25 | 26 | −1   |                            |
| 6    | Club Langreano       | 6    | 10 | 3 | 0 | 7 | 13 | 39 | −26  |                            |

 Fuente: Fútbol Regional
Criterios de clasificación: Puntos · Diferencia de goles · Goles a favor · Play-off

#### Resultados
| Local \ Visitante | COR | CUL | FER | LAN | RSA | VLD |
| ----------------- | --- | --- | --- | --- | --- | --- |
| Club Coruña       | —   | 2–0 | 6–0 | 8–2 | 1–5 | 5–3 |
| Cultural Leonesa  | 3–1 | —   | 0–0 | 6–2 | 3–2 | 3–0 |
| Club Ferrol       | 3–2 | 5–3 | —   | 8–0 | 2–1 | 3–1 |
| Club Langreano    | 3–0 | 3–4 | 1–0 | —   | 2–0 | 0–1 |
| Real Santander    | 3–0 | 2–2 | 2–1 | 8–0 | —   | 3–1 |
| Real Valladolid   | 4–0 | 1–0 | 3–1 | 4–0 | 1–0 | —   |

### Grupo II
En este grupo quedaron encuadrados Arenas Club, CD Baracaldo Oriamendi y Real Unión Club, que se enfrentaron a los equipos de Regional SD Indauchu, CD Logroñés y SD Rayo Cantabria. El CD Baracaldo Oriamendi tenía garantizada la permanencia, mientras que Arenas Club y Real Unión Club debían quedar mejor clasificados que todos los equipos de Regional. Si un equipo de Regional quedara mejor clasificado que alguno de ellos no tendría garantizado el ascenso pero provocaría el descenso del mismo.

#### Clasificación
| Pos. | Equipo                    | Pts. | PJ | G | E | P | GF | GC | Dif. |                     |
| ---- | ------------------------- | ---- | -- | - | - | - | -- | -- | ---- | ------------------- |
| 1    | Arenas Club               | 17   | 10 | 8 | 1 | 1 | 31 | 4  | +27  |                     |
| 2    | C. D. Logroñés            | 13   | 10 | 6 | 1 | 3 | 24 | 17 | +7   |                     |
| 3    | C. D. Baracaldo Oriamendi | 13   | 10 | 6 | 1 | 3 | 22 | 16 | +6   |                     |
| 4    | S. D. Rayo Cantabria      | 9    | 10 | 4 | 1 | 5 | 20 | 20 | 0    |                     |
| 5    | S. D. Indauchu            | 4    | 10 | 2 | 0 | 8 | 20 | 36 | −16  |                     |
| 6    | Real Unión de Irún (D)    | 4    | 10 | 2 | 0 | 8 | 8  | 32 | −24  | Descenso a Regional |

 Fuente: Fútbol Regional
Criterios de clasificación: Puntos · Diferencia de goles · Goles a favor · Play-off

#### Resultados
| Local \ Visitante         | ARE | BAR | IND | LOG | RAY | RUN |
| ------------------------- | --- | --- | --- | --- | --- | --- |
| Arenas Club               | —   | 3–0 | 7–1 | 3–0 | 3–0 | 5–0 |
| C. D. Baracaldo Oriamendi | 1–0 | —   | 5–2 | 5–2 | 2–1 | 4–0 |
| S. D. Indauchu            | 0–4 | 1–5 | —   | 2–3 | 5–3 | 1–4 |
| C. D. Logroñés            | 1–1 | 5–0 | 1–0 | —   | 2–1 | 5–1 |
| S. D. Rayo Cantabria      | 1–3 | 0–0 | 4–3 | 4–1 | —   | 3–0 |
| Real Unión de Irún        | 0–2 | 2–0 | 0–5 | 0–4 | 1–3 | —   |

### Grupo III
En este grupo quedaron encuadrados CD Alavés, AD Ferroviaria y Atlético Osasuna, que se enfrentaron a los equipos de Regional Club Atlético Zaragoza, Imperio CF y CD Tudelano. El CD Alavés y el Atlético Osasuna tenían garantizada la permanencia, mientras que la AD Ferroviaria debía quedar mejor clasificado que todos los equipos de Regional para lograr la permanencia. Si varios equipos de Regional quedaban mejor clasificados que el AD Ferroviaria tan solo lograba el ascenso el mejor clasificado.

#### Clasificación
| Pos. | Equipo                 | Pts. | PJ | G | E | P | GF | GC | Dif. |
| ---- | ---------------------- | ---- | -- | - | - | - | -- | -- | ---- |
| 1    | C. A. Osasuna          | 17   | 10 | 8 | 1 | 1 | 33 | 10 | +23  |
| 2    | A. D. Ferroviaria      | 13   | 10 | 5 | 3 | 2 | 19 | 12 | +7   |
| 3    | C. D. Alavés           | 10   | 10 | 4 | 2 | 4 | 26 | 21 | +5   |
| 4    | Imperio C. F.          | 10   | 10 | 4 | 2 | 4 | 18 | 19 | −1   |
| 5    | C. D. Tudelano         | 7    | 10 | 3 | 1 | 6 | 16 | 31 | −15  |
| 6    | Club Atlético Zaragoza | 3    | 10 | 1 | 1 | 8 | 10 | 29 | −19  |

 Fuente: Fútbol Regional
Criterios de clasificación: Puntos · Diferencia de goles · Goles a favor · Play-off

#### Resultados
| Local \ Visitante    | ALV | AZR | FER | IMP | OSA | TUD |
| -------------------- | --- | --- | --- | --- | --- | --- |
| C. D. Alavés         | —   | 5–1 | 0–0 | 4–1 | 3–3 | 4–0 |
| C. Atlético Zaragoza | 2–5 | —   | 0–2 | 1–2 | 0–3 | 2–2 |
| A. D. Ferroviaria    | 4–1 | 3–0 | —   | 1–1 | 2–1 | 5–0 |
| Imperio C. F.        | 3–2 | 3–1 | 0–0 | —   | 1–3 | 4–1 |
| C. A. Osasuna        | 4–1 | 2–0 | 6–0 | 3–1 | —   | 6–2 |
| C. D. Tudelano       | 3–1 | 2–3 | 3–2 | 3–2 | 0–2 | —   |

### Grupo IV
En este grupo quedaron encuadrados CD Constancia, Gerona CF y UD Levante-Gimnástico, que se enfrentaron a los equipos de Regional CD Mallorca, UD San Martín y Tarrasa CF. El CD Constancia y el Gerona CF tenían garantizada la permanencia, mientras que el UD Levante-Gimnástico debía quedar mejor clasificado que todos los equipos de Regional para lograr la permanencia. Si varios equipos de Regional quedaban mejor clasificados que el UD Levante-Gimnástico tan solo lograba el ascenso el mejor clasificado.

#### Clasificación
| Pos. | Equipo                       | Pts. | PJ | G | E | P | GF | GC | Dif. |                            |
| ---- | ---------------------------- | ---- | -- | - | - | - | -- | -- | ---- | -------------------------- |
| 1    | Tarrasa C. F. (A)            | 15   | 10 | 6 | 3 | 1 | 24 | 7  | +17  | Ascenso a Segunda División |
| 2    | U. D. Levante-Gimnástico (D) | 12   | 10 | 5 | 2 | 3 | 23 | 20 | +3   | Descenso a Regional        |
| 3    | C. D. Mallorca               | 10   | 10 | 4 | 2 | 4 | 20 | 17 | +3   |                            |
| 4    | C. D. Constancia             | 10   | 10 | 4 | 2 | 4 | 19 | 19 | 0    |                            |
| 5    | Gerona C. F.                 | 7    | 10 | 3 | 1 | 6 | 18 | 23 | −5   |                            |
| 6    | U. D. San Martín             | 6    | 10 | 3 | 0 | 7 | 10 | 28 | −18  |                            |

 Fuente: Fútbol Regional
Criterios de clasificación: Puntos · Diferencia de goles · Goles a favor · Play-off

#### Resultados
| Local \ Visitante        | CON | GER | LEV | MLL | SMR | TAR |
| ------------------------ | --- | --- | --- | --- | --- | --- |
| C. D. Constancia         | —   | 2–4 | 3–1 | 2–5 | 5–0 | 1–2 |
| Gerona C. F.             | 0–1 | —   | 2–2 | 2–1 | 4–0 | 0–5 |
| U. D. Levante-Gimnástico | 4–1 | 4–3 | —   | 3–2 | 5–1 | 2–1 |
| C. D. Mallorca           | 2–2 | 2–1 | 3–1 | —   | 2–1 | 1–1 |
| U. D. San Martín         | 0–1 | 2–1 | 4–1 | 2–1 | —   | 0–6 |
| Tarrasa C. F.            | 1–1 | 4–1 | 0–0 | 2–1 | 2–0 | —   |

### Grupo V
En este grupo quedaron encuadrados Cartagena CF, Elche CF y CD Málaga, que se enfrentaron a los equipos de Regional CD Alcoyano, CD Córdoba y CD Eldense. El Elche CF y el CD Málaga tenían garantizada la permanencia, mientras que el Cartagena CF debía quedar mejor clasificado que todos los equipos de Regional para lograr la permanencia. Si varios equipos de Regional quedaban mejor clasificados que el Cartagena CF tan solo lograba el ascenso el mejor clasificado.

#### Clasificación
| Pos. | Equipo              | Pts. | PJ | G | E | P | GF | GC | Dif. |                            |
| ---- | ------------------- | ---- | -- | - | - | - | -- | -- | ---- | -------------------------- |
| 1    | C. D. Málaga        | 15   | 10 | 6 | 3 | 1 | 22 | 17 | +5   |                            |
| 2    | Elche C. F.         | 12   | 10 | 5 | 2 | 3 | 24 | 13 | +11  |                            |
| 3    | C. D. Alcoyano (A)  | 11   | 10 | 5 | 1 | 4 | 17 | 13 | +4   | Ascenso a Segunda División |
| 4    | C. D. Eldense       | 11   | 10 | 5 | 1 | 4 | 22 | 20 | +2   |                            |
| 5    | Cartagena C. F. (D) | 6    | 10 | 2 | 2 | 6 | 11 | 21 | −10  | Descenso a Regional        |
| 6    | C. D. Córdoba       | 5    | 10 | 2 | 1 | 7 | 11 | 23 | −12  |                            |

 Fuente: Fútbol Regional
Criterios de clasificación: Puntos · Diferencia de goles · Goles a favor · Play-off

#### Resultados
| Local \ Visitante | ALC | CAR | COR | ELC | ELD | MAL |
| ----------------- | --- | --- | --- | --- | --- | --- |
| C. D. Alcoyano    | —   | 3–1 | 3–0 | 0–1 | 4–2 | 0–2 |
| Cartagena C. F.   | 0–4 | —   | 4–2 | 0–0 | 2–0 | 2–2 |
| C. D. Córdoba     | 1–2 | 3–1 | —   | 2–1 | 0–4 | 1–1 |
| Elche C. F.       | 1–1 | 3–1 | 2–1 | —   | 6–0 | 7–0 |
| C. D. Eldense     | 2–0 | 1–0 | 4–1 | 4–1 | —   | 1–2 |
| C. D. Málaga      | 3–0 | 3–0 | 1–0 | 4–2 | 4–4 | —   |

### Grupo VI
En este grupo quedaron encuadrados Cádiz CF, SD Ceuta y Xerez CF, que se enfrentaron a los equipos de Regional CD Badajoz, Recreativo Ónuba y Atlético Tetuán. El Cádiz CF y el SD Ceuta tenían garantizada la permanencia, mientras que el Xerez CF debía quedar mejor clasificado que todos los equipos de Regional para lograr la permanencia. Si varios equipos de Regional quedaban mejor clasificados que el Xerez CF tan solo lograba el ascenso el mejor clasificado.

#### Clasificación
| Pos. | Equipo             | Pts. | PJ | G | E | P | GF | GC | Dif. |
| ---- | ------------------ | ---- | -- | - | - | - | -- | -- | ---- |
| 1    | S. D. Ceuta        | 17   | 10 | 8 | 1 | 1 | 26 | 7  | +19  |
| 2    | Xerez C. F.        | 15   | 10 | 7 | 1 | 2 | 27 | 15 | +12  |
| 3    | Recreativo Ónuba   | 9    | 10 | 4 | 1 | 5 | 21 | 22 | −1   |
| 4    | Cádiz C. F.        | 8    | 10 | 3 | 2 | 5 | 20 | 21 | −1   |
| 5    | Atlético de Tetuán | 6    | 10 | 3 | 0 | 7 | 13 | 24 | −11  |
| 6    | C. D. Badajoz      | 5    | 10 | 2 | 1 | 7 | 11 | 29 | −18  |

 Fuente: Fútbol Regional
Criterios de clasificación: Puntos · Diferencia de goles · Goles a favor · Play-off

#### Resultados
| Local \ Visitante  | ATT | BAD | CAD | CEU | REC | XER |
| ------------------ | --- | --- | --- | --- | --- | --- |
| Atlético de Tetuán | —   | 1–2 | 4–2 | 0–4 | 2–1 | 1–2 |
| C. D. Badajoz      | 4–1 | —   | 1–2 | 0–2 | 3–3 | 1–2 |
| Cádiz C. F.        | 0–1 | 6–0 | —   | 1–1 | 5–1 | 3–3 |
| S. D. Ceuta        | 2–1 | 4–0 | 2–1 | —   | 4–1 | 2–0 |
| Recreativo Ónuba   | 2–0 | 4–0 | 5–0 | 0–3 | —   | 3–2 |
| Xerez C. F.        | 5–2 | 4–0 | 3–0 | 3–2 | 3–1 | —   |

## Resumen
Campeón de Segunda División:
| - Real Betis Balompié |

Ascienden a Primera División:
| - Real Betis Balompié | - Zaragoza Fútbol Club |

Descienden a Regional: 
| - Cartagena Club de Fútbol | - Unión Deportiva Levante-Gimnástico | - Real Unión Club |